# Svante Pääbo

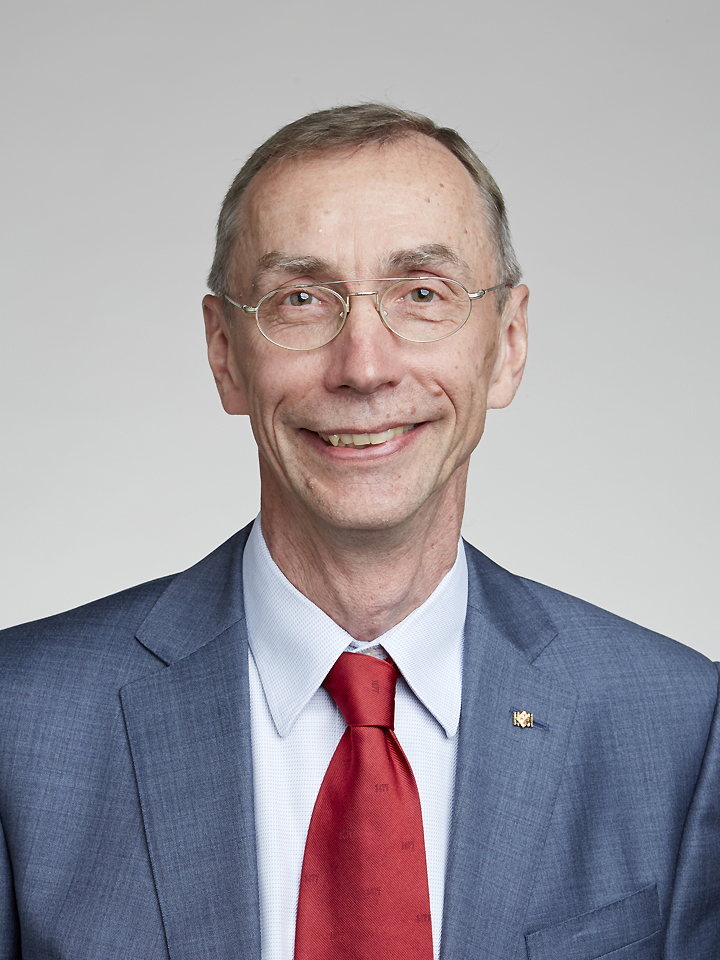
Svante Pääbo (2016)

Svante Pääbo (* 20. April 1955 in Stockholm) ist ein schwedischer Mediziner und Biologe. Er ist Direktor am Max-Planck-Institut für evolutionäre Anthropologie in Leipzig. 
Pääbo hatte entscheidenden Anteil an der Entwicklung neuer Methoden und Etablierung wissenschaftlicher Standards in der Forschung mit ADNA (ancient DNA). Seiner Arbeitsgruppe gelangen mit der Sequenzierung des Neandertalergenoms und Entdeckung des Denisova-Menschen wichtige Beiträge zur evolutionären Genetik des Menschen. Für seine Forschungen auf dem Gebiet der Paläogenetik wurde ihm im Jahr 2022 der Nobelpreis für Physiologie oder Medizin verliehen.

## Leben
Svante Pääbo ist der außereheliche Sohn des Nobelpreisträgers Sune Bergström (1916–2004) und der estnischen Chemikerin Karin Pääbo (1925–2013), die 1944 im Zweiten Weltkrieg nach Schweden geflohen war und die zu jener Zeit in Bergströms Labor arbeitete. Er wuchs in seiner Geburtsstadt Stockholm auf. Sune Bergströms Vaterschaft war Pääbo bekannt, der Vater besuchte seine zweite Familie regelmäßig, verheimlichte sie jedoch bis kurz vor seinem Tod. Dass Pääbo der Sohn eines Nobelpreisträgers ist, war somit lange Zeit kaum jemandem außerhalb der Familie bekannt. Sein Interesse für die Wissenschaft habe vor allem seine Mutter geweckt, so Pääbo in einem Interview 2022.
Während seines Militärdienstes besuchte Pääbo ein Jahr lang eine Dolmetscherschule. Ab 1975 studierte er zunächst Ägyptologie, Russisch, Wissenschaftsgeschichte und von 1977 bis 1980 auf Anraten seines Vaters auch Medizin an der Universität Uppsala, wo er 1986 mit einer Arbeit in molekularer Immunologie seinen PhD, den Doktorgrad in Naturwissenschaften, erlangte. Zum Abschluss seines Medizinstudiums fehlte ihm allerdings der letzte, klinische Abschnitt, da er in die Grundlagenforschung wechselte.
Innerhalb eines Jahres folgten kurze Aufenthalte am Institut für Molekulare Biologie an der Universität Zürich und einem Krebsforschungszentrum in London. Die Zeit von 1987 bis 1990 verbrachte er als Postdoc an der University of California in Berkeley in der Arbeitsgruppe von Allan Wilson. Pääbo wollte dann aber wieder zurück nach Europa. Er hatte Angebote aus Cambridge, Uppsala und München. Das Angebot aus München war seiner Meinung nach das beste und deshalb nahm er es auch an, obwohl er eigentlich gar nicht so gerne nach Deutschland wollte. Er hoffte, dass er nach ein paar Jahren eine Stelle in Schweden bekommen würde. Er hat dann aber nie bereut, nach Deutschland gegangen und dort geblieben zu sein. 1990 trat Pääbo eine C4-Professur für Allgemeine Biologie an die Ludwig-Maximilians-Universität München an. 1997 wechselte er nach Leipzig an das neu gegründete Max-Planck-Institut für evolutionäre Anthropologie (MPI EVA) und leitet seither dort als einer von sechs Direktoren die Abteilung Evolutionäre Genetik; seit 1999 ist er außerdem Honorarprofessor an der Universität Leipzig.
Pääbo bezeichnete sich als bisexuell. Er ist mit der US-amerikanischen Primatenforscherin Linda Vigilant verheiratet, mit der er zwei Kinder hat. Sie arbeitet auch am MPI EVA, beide haben zahlreiche wissenschaftliche Arbeiten gemeinsam veröffentlicht.

## Wissenschaftliche Leistungen

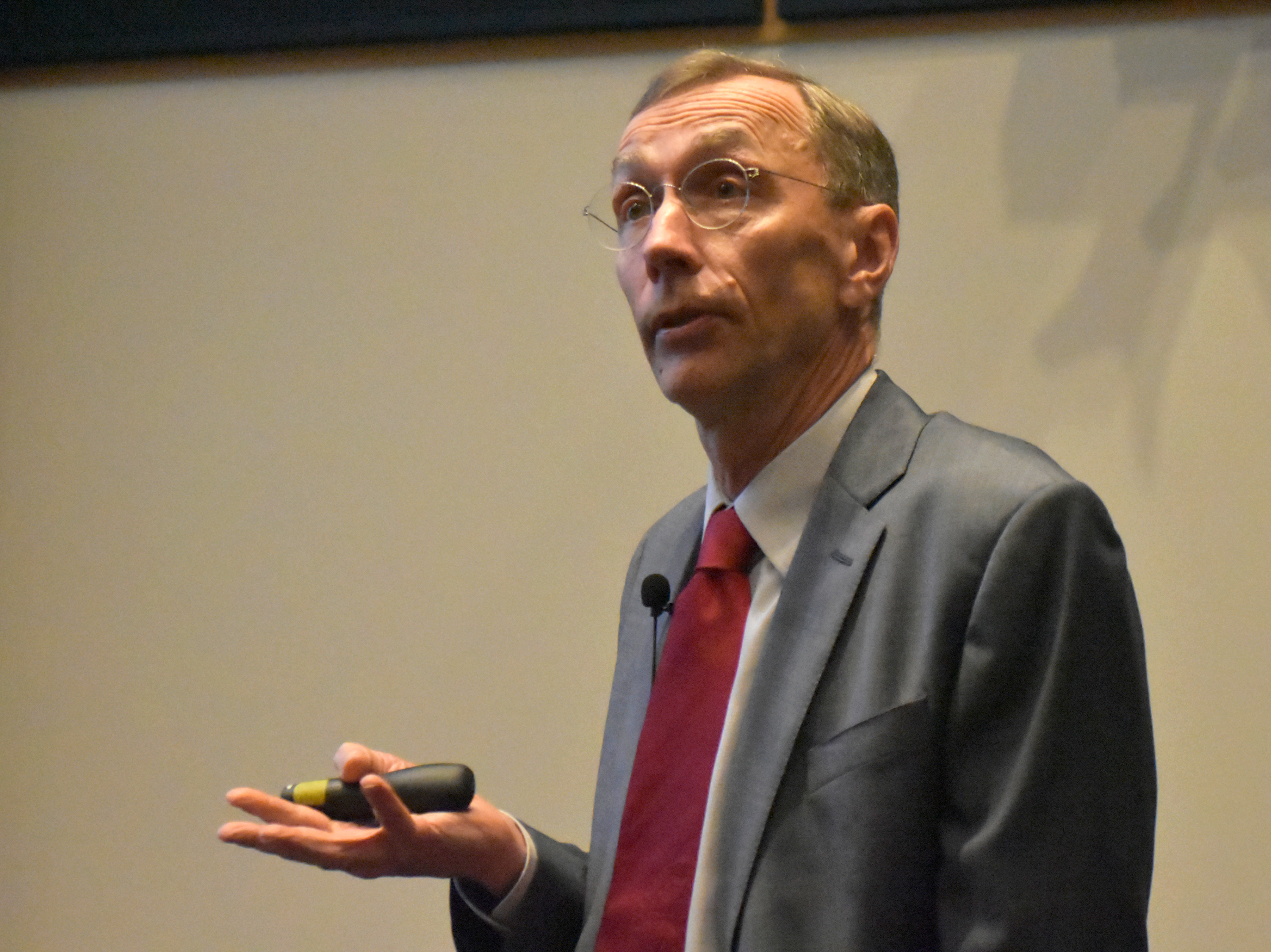
Pääbo während eines Vortrags am Max-Planck-Institut für evolutionäre Anthropologie (2019)

Während seiner Doktorandenzeit in Uppsala konnte Pääbo neue molekularbiologische Techniken verwenden, um DNA aus Gewebeproben zu gewinnen. Dabei kam ihm die Idee, die gleichen Techniken auch für totes Gewebematerial zu benutzen. Mit Hilfe seines früheren Professors in Ägyptologie konnte er Gewebeproben von 2400 Jahre alten Mumien aus der ägyptologischen Sammlung in Uppsala und des Pergamonmuseums in Ost-Berlin beschaffen. 1984 gelang es ihm – so die damalige Annahme – Erbgut aus Zellen der Mumienpräparate zu isolieren. Die im gleichen Jahr veröffentlichten Ergebnisse in der Zeitschrift Das Altertum der Akademie der Wissenschaften der DDR fanden jedoch keine Beachtung. Erst die Veröffentlichung 1985 in der international erscheinenden Zeitschrift Nature sorgte für eine wissenschaftliche Sensation. Später stellte sich heraus, dass das Ergebnis auf eine Kontamination zurückzuführen war.
Nach Beendigung seiner Dissertation bewarb sich Svante Pääbo bei Allan Wilson in Berkeley auf eine Postdoc-Stelle und wurde 1987 angenommen. Die Arbeitsgruppe von Wilson war die einzige, die sich zu jener Zeit ebenfalls mit der Isolierung von Erbmaterial aus fossilem Gewebe beschäftigte. Die folgenden drei Jahre bei Wilson verliefen sehr erfolgreich, da sie eine neue Methode zur Vervielfältigung von DNA, die Polymerase-Kettenreaktion (PCR), auf eine ganze Reihe ausgestorbener Tiere wie den Beutelwolf, das Riesenfaultier, den Höhlenbär oder das Mammut anwenden konnten.
Am Max-Planck-Institut in Leipzig beschäftigt Pääbo hauptsächlich die Frage, welche genetischen Veränderungen in der Evolutionsgeschichte den modernen Menschen ausmachen. Dabei vergleichen die Mitglieder seiner Arbeitsgruppe Genmaterial des heutigen Menschen sowohl mit anderen Arten der Gattung Homo, wie dem Neandertaler, als auch mit dem anderer Frühmenschenarten und dem von Menschenaffen. 2002 veröffentlichte er unter anderem seine Forschungsergebnisse zum „Sprachgen“ FOXP2, aus dessen Fehlen oder auftretenden Defekten Sprachunvermögen resultiert. 2010 gehörte Pääbo zu den Autoren einer Studie, in der nachgewiesen wurde, dass vor rund 40.000 Jahren im Altai-Gebirge neben Homo sapiens und dem Neandertaler noch eine dritte, unabhängig von diesen beiden Arten dorthin eingewanderte Population der Gattung Homo gelebt hat, der sogenannte Denisova-Mensch. Im Jahr 2018 sequenzierte er das Genom des Fossils Denisova 11 aus der Denissowa-Höhle – ein Kind einer Neandertaler-Mutter und eines Denisova-Vaters.
Einer seiner Studienschwerpunkte befasste sich mit der Sequenzierung des Neandertaler-Genoms. Eine 2010 veröffentlichte Studie ergab, dass das Genom der Neandertaler eine signifikant größere Ähnlichkeit mit dem Genom von Europäern und Asiaten hat als mit dem Genom von Afrikanern. Daraus wurde gefolgert, „dass der Genfluss vom Neandertaler zu den Vorfahren der Nicht-Afrikaner erfolgte, bevor sich die eurasischen Gruppen voneinander trennten“, das heißt im Nahen Osten, wo Neandertaler und anatomisch moderner Mensch in der Zeitspanne von vor 110.000 Jahren bis vor rund 50.000 Jahren koexistierten.
Bereits 1997 hatte Pääbos Münchner Arbeitsgruppe in Kooperation mit dem Rheinischen Landesmuseum und amerikanischen Wissenschaftlern die mitochondriale DNA des modernen Homo sapiens mit der des Neandertalers verglichen und dabei keine Anhaltspunkte für einen Genfluss entdeckt.
Noch im Jahre 2004  sahen Pääbo und sein Team keine Anhaltspunkte für einen signifikanten Genfluss vom Neandertaler zum modernen Homo sapiens.
Diese Ansicht änderte sich erst nach dem Einsatz neuer Untersuchungsmethoden mit dem Ergebnis, dass sehr wohl Genfluss stattgefunden habe mit einem heute messbaren Beitrag von bis zu 4 % Neandertaler-Genen zum Genpool heutiger Europäer und Asiaten. In diesem Zuge konnte Svante Pääbo zeigen, dass das von Johannes F. Coy entdeckte TKTL1-Gen beim Neandertaler im Vergleich zum modernen Menschen eine einzelne Aminosäure-Substitution aufweist. Diese Veränderung beeinflusste vermutlich die neuronale Entwicklung und könnte zur unterschiedlichen Gehirnstruktur zwischen Neandertalern und Homo sapiens beigetragen haben.
In den Jahren 2013 bis 2015 veröffentlichte Analyse-Daten zu den Homo-sapiens-Fossilien von Peștera cu Oase in Rumänien und Ust-Ischim in Sibirien untermauerten diese Erkenntnisse, wobei Genfluss bislang nur in eine Richtung angenommen wurde (Homo-sapiens-Männer zu Neandertalerinnen).
Im Jahre 2014 veröffentlichte Svante Pääbo das Buch Die Neandertaler und wir: meine Suche nach den Urzeit-Genen.
Mit Hugo Zeberg forschte Pääbo zu genetischen Aspekten der COVID-19-Pandemie. Das menschliche Chromosom 3 enthält gegebenenfalls eine DNA-Sequenz von etwa 50 Kilobasen, die das Risiko erhöht, schwer an COVID-19 zu erkranken. Diese Sequenz ist vom Neandertaler ererbt und in 16 % der europäischen und in 50 % der südasiatischen Bevölkerungen nachzuweisen. Dagegen trägt Chromosom 12 eventuell eine DNA-Sequenz, die Proteine kodiert, welche bei Infektion mit RNA-Viren schützen. Diese Sequenz ist im menschlichen Genom weltweit – nur nicht in Afrika – verbreitet.
Für seine Entdeckungen über die Genome ausgestorbener Homininen und die menschliche Evolution wurde Pääbo am 3. Oktober 2022 der Nobelpreis für Physiologie oder Medizin zuerkannt. In der Begründung der Nobelversammlung hieß es: „Svante Pääbo (…) hat mit seiner bahnbrechenden Forschung etwas scheinbar Unmögliches geschafft: die Sequenzierung des Genoms des Neandertalers, eines ausgestorbenen Verwandten des heutigen Menschen. Pääbos Entdeckungen haben zu einem neuen Verständnis unserer Evolutionsgeschichte geführt.“

## Auszeichnungen und Mitgliedschaften

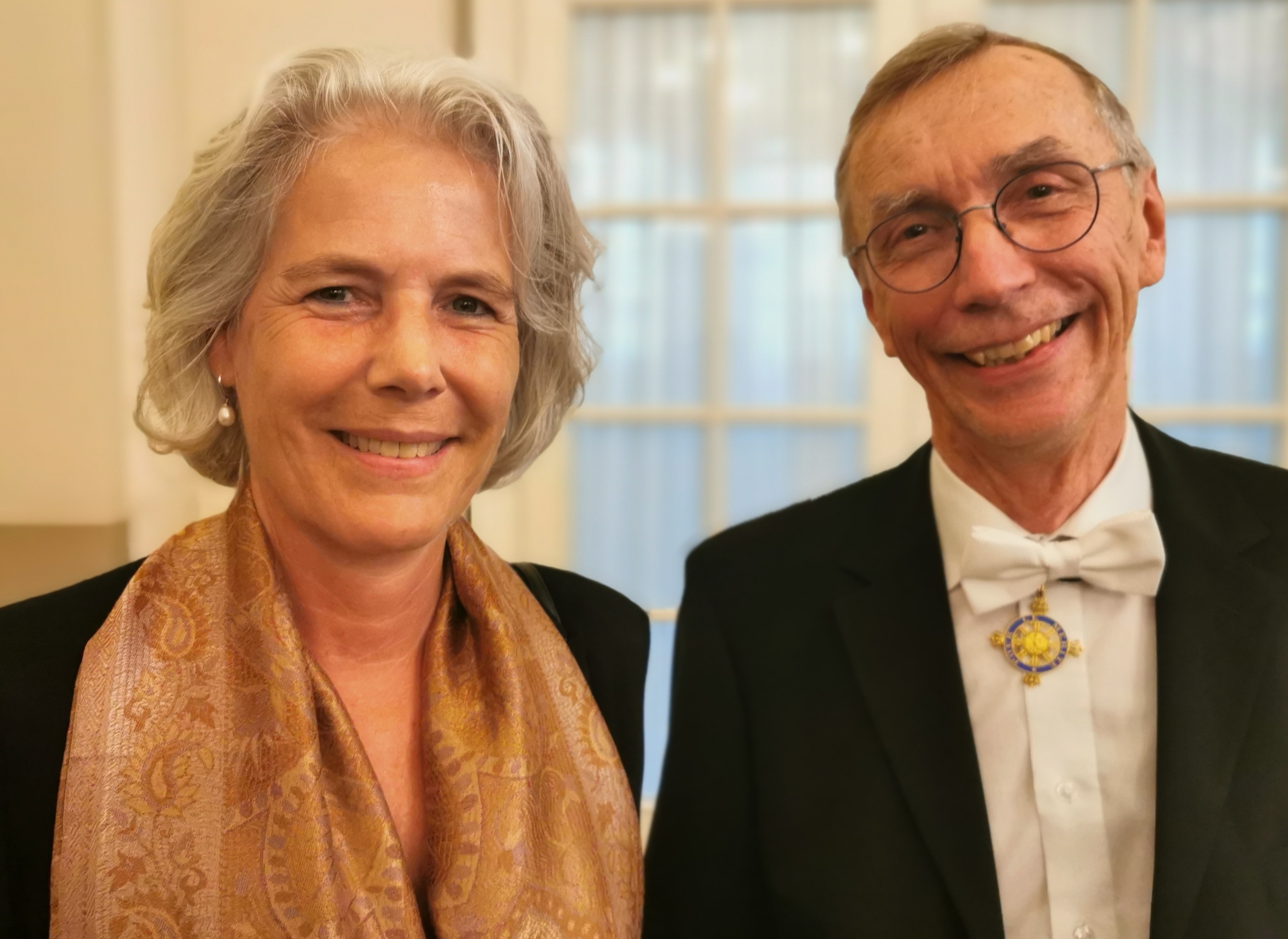
Eva Inés Obergfell und Svante Pääbo (2025) mit dem Orden Pour le Mérite

- 1992: Gottfried-Wilhelm-Leibniz-Preis der Deutschen Forschungsgemeinschaft
- 1994: Ehrendoktorwürde der Universität Zürich
- 1998: Max-Delbrück-Medaille
- 1998: Mitglied der Academia Europaea
- 1999: außerordentliches Mitglied der Klasse Biowissenschaften-Medizin der Berlin-Brandenburgischen Akademie der Wissenschaften
- 1999: Carus-Medaille
- 2000: Carus-Preis der Stadt Schweinfurt
- 2000: Rudbeck-Preis
- 2001: Mitglied der Leopoldina[32]
- 2003: Leipziger Wissenschaftspreis der Sächsischen Akademie der Wissenschaften
- 2003: Ernst-Schering-Preis
- 2004: Mitglied der Sächsischen Akademie der Wissenschaften
- 2004: Mitglied der National Academy of Sciences[33]
- 2005: Louis-Jeantet-Preis
- 2005: Virchow-Medaille der Universität Würzburg
- 2008: Mitglied des Ordens Pour le Mérite für Wissenschaft und Künste in Berlin
- 2009: Großes Verdienstkreuz mit Stern der Bundesrepublik Deutschland[34]
- 2009: Darwin-Plakette der Deutschen Akademie der Naturforscher Leopoldina für seine Verdienste auf dem Gebiet der Evolutionsforschung und Genetik[35]
- 2009: Kistler Prize
- 2010: Theodor-Bücher-Medaille
- 2010: Newcomb Cleveland Prize
- 2011: Mitglied der American Academy of Arts and Sciences
- 2011: DGKL-Preis für Biochemische Analytik
- 2012: „Heiße Kartoffel“ – Mitteldeutscher Kommunikations- und Medienpreis[36]
- 2012: H.M. Konungens medalj des schwedischen Königs (12. Größe im hohen blauen Band)[37]
- 2013: Gruber-Preis für Genetik
- 2014: Learning Ladder Prize
- 2014: Lomonossow-Goldmedaille
- 2015: Mitglied der Académie des sciences[38]
- 2016: Breakthrough Prize in Life Sciences
- 2016: Auswärtiges Mitglied der Royal Society
- 2016: Keio Medical Science Prize
- 2017: Dan-David-Preis
- 2018: HFSP Nakasone Award
- 2018: Prinzessin-von-Asturien-Preis
- 2018: Körber-Preis für die Europäische Wissenschaft
- 2018: Nierenberg Prize
- 2019: Wiley Prize in Biomedical Sciences
- 2019: Darwin-Wallace-Medaille
- 2020: Japan Prize[39]
- 2021: Massry-Preis[40]
- 2022: Nobelpreis für Physiologie oder Medizin
- 2023: Ehrenmedaille der Stadt Leipzig
- 2024: Kommandeur des Nordstern-Ordens[41]

## Veröffentlichungen (Auswahl)
Zeitschriftenbeiträge
- Svante Pääbo: Molecular cloning of Ancient Egyptian mummy DNA. In: Nature. Band 314, Nr. 6012, 1985, S. 644–645, doi:10.1038/314644a0, PMID 3990798.
- Svante Pääbo, Russell Higuchi, Allan C. Wilson: Ancient DNA and the polymerase chain reaction. In: Journal of Biological Chemistry. Band 264, Nr. 17, 1989, S. 9709–9712, doi:10.1016/s0021-9258(18)81710-0, PMID 2656708.
- Thomas D. Kocher, W. Kelley Thomas, Axel Meyer, Scott V. Edwards, Svante Pääbo, Francis X. Villablanca, Alan C. Wilson: Dynamics of mitochondrial DNA evolution in animals: amplification and sequencing with conserved primers. In: Proceedings of the National Academy of Sciences of the United States of America. Band 86, Nr. 16, 1989, S. 6196–6200, doi:10.1073/pnas.86.16.6196, PMID 2762322, PMC 297804 (freier Volltext).
- Matthias Krings, Anne C. Stone, Ralf W. Schmitz, Heike Krainitzki, Mark Stoneking, Svante Pääbo: Neandertal DNA Sequences and the Origin of Modern Humans. In: Cell. Band 90, Nr. 1, 1997, S. 19–30, doi:10.1016/s0092-8674(00)80310-4, PMID 9230299.
- Svante Pääbo, Hendrik N. Poinar, David Serre, Viviane Jaenicke-Després, Juliane Hebler, Nadin Rohland, Melanie Kuch, Johannes Krause, Linda Vigilant, Michael Hofreiter: Genetic Analyses from Ancient DNA. In: Annual Review of Genetics. Band 38, Nr. 1, 2004, S. 645–679, doi:10.1146/annurev.genet.37.110801.143214, PMID 15568989.
- Tomislav Maricic, Mark Whitten, Svante Pääbo: Multiplexed DNA Sequence Capture of Mitochondrial Genomes Using PCR Products. In: PLOS ONE. Band 5, Nr. 11, 2010, S. e14004–e14004, doi:10.1371/journal.pone.0014004, PMID 21103372, PMC 2982832 (freier Volltext).
- David Reich, Edward Green, Martin Kircher, (…) Svante Pääbo: Genetic history of an archaic hominin group from Denisova Cave in Siberia. In: Nature. Band 468, Nr. 7327, 2010, S. 1053–1060, doi:10.1038/nature09710, PMID 21179161, PMC 4306417 (freier Volltext).
- Edward Green, Johannes Krause, Adrian W. Briggs, (…) Svante Pääbo: A Draft Sequence of the Neandertal Genome. In: Science. Band 328, Nr. 5979, 2010, S. 710–722, doi:10.1126/science.1188021, PMID 20448178, PMC 5100745 (freier Volltext).
- Kay Prüfer, Fernando Racimo, Nick Patterson, (…) Svante Pääbo: The complete genome sequence of a Neanderthal from the Altai Mountains. In: Nature. Band 505, Nr. 7481, 2013, S. 43–49, doi:10.1038/nature12886, PMID 24352235, PMC 4031459 (freier Volltext).
- Samantha Brown, Diyendo Massilani, M.B. Kozlikin, M.V. Shunkov, Anatoly P. Derevianko, Alexander Stoessel, Blair Jope-Street, Matthias Meyer, Janet Kelso, Svante Pääbo, Thomas Higham, Katerina Douka: The earliest Denisovans and their cultural adaptation. In: Nature Ecology and Evolution. Band 6, Nr. 1, 2021, S. 28–35, doi:10.1038/s41559-021-01581-2, PMID 34824388.
- Diyendo Massilani et al.: Microstratigraphic preservation of ancient faunal and hominin DNA in Pleistocene cave sediments. In: Proceedings of the National Academy of Sciences of the United States of America. Band 119, Nr. 1, 2021, doi:10.1073/pnas.2113666118, PMID 34969841.

Sachbücher
- Die Neandertaler und wir: meine Suche nach den Urzeit-Genen. S. Fischer, Frankfurt am Main 2014 (Originaltitel: Neanderthal Man: In Search of Lost Genomes, übersetzt von Sebastian Vogel), ISBN 978-3-10-060520-7.